# Lilla Dorrit

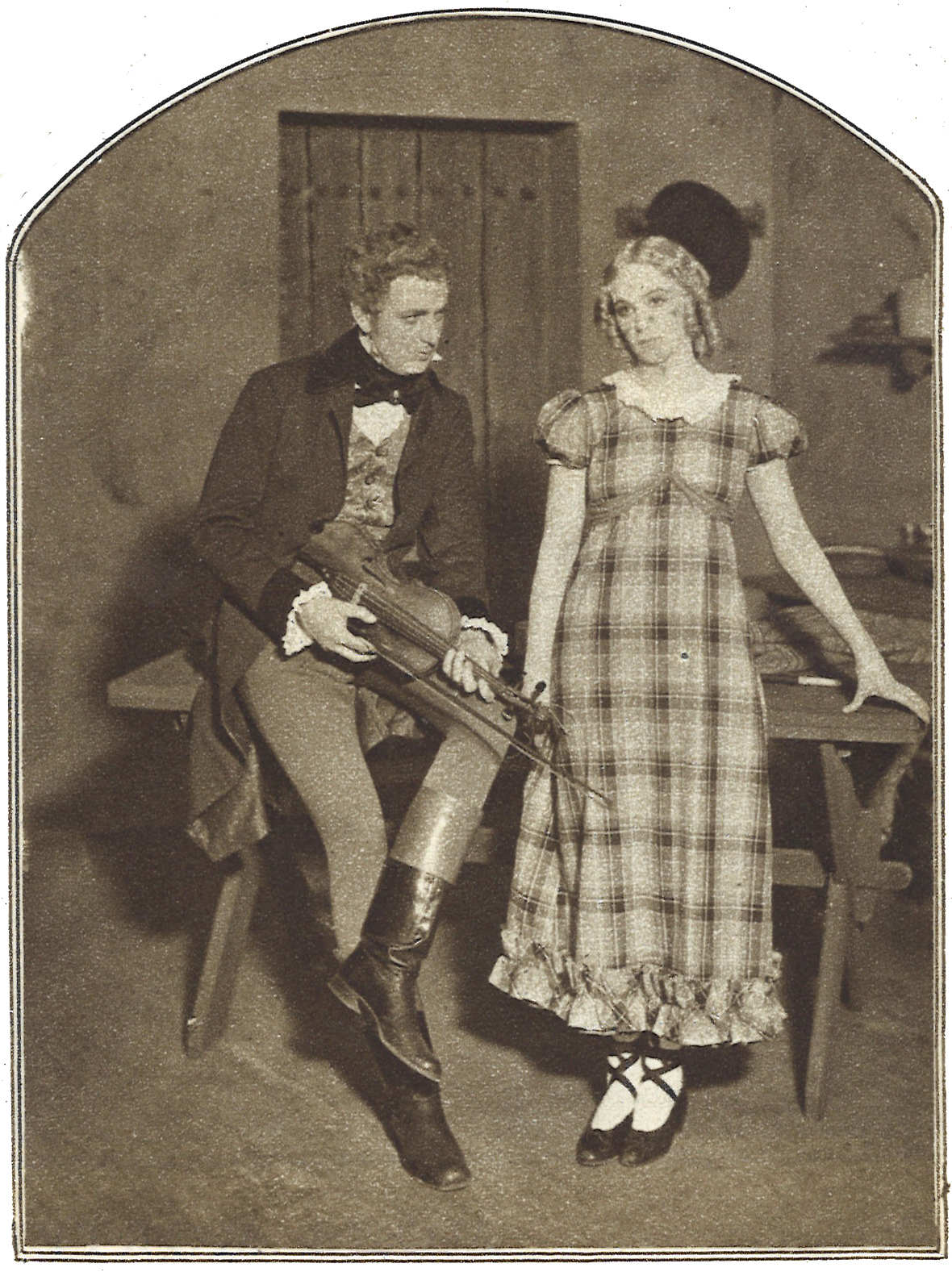
Scen ur en pjäsbearbetning av Lilla Dorrit av Franz von Schönthan på Svenska Teatern 1925. I rollerna Hugo Björne och Inga Tidblad.

Lilla Dorrit (originaltitel: Little Dorrit) är en roman av Charles Dickens. Den publicerades ursprungligen som följetong 1855–1857 och utgavs i bokform 1857.
Romanen är en samhällskritisk skildring om sociala orättvisor i det samtida England med särskild fokus på fängslandet av skuldsatta människor i så kallade gäldstugor.

## Huvudkaraktärer
- William Dorrit, fattig handelsman, far till Amy.
- Amy Dorrit, lilla Dorrit, lojal dotter.
- Mrs. Clennam, mor till Arthur, bär på en stor hemlighet.
- Arthur Clennam, son till Mrs. Clennam, återvänder till London efter många års frånvaro.

## Svenska översättningar
- Dickens, Charles; C.J. Backman (1856–1857). Lilla Dorrit: roman i två böcker. Uppsala: Leffler
- Dickens, Charles; Edvin Möller (1924–1925). Lilla Dorrit. Malmö: Skandinavia
- Dickens, Charles; Inga Broomé (1942). Lilla Dorrit. Malmö: Norden[2]

## Filmatiseringar
Lilla Dorrit har adapterats för film och TV fem gånger, 1913, 1920, 1934, 1988 och 2008. 
- 1934 – Kleine Dorrit, tysk film med Anny Ondra och Mathias Wieman, i regi av Karel Lamač.
- 1988 – Little Dorrit, brittisk film i regi av Christine Edzard med bland andra Alec Guinness och Derek Jacobi.
- 2008 – Little Dorrit, TV-serie skriven av Andrew Davies med bland andra Claire Foy, Freema Agyeman, Bill Paterson, Andy Serkis och Matthew Macfadyen.